# Afghansat 1
Afghansat 1 (precedentemente noto come Eutelsat W2M, Eutelsat 48B e Eutelsat 28B) è un satellite televisivo operato dal Ministero delle Telecomunicazioni e dell'Informazione afghano.

## Storia
Il lancio del satellite, costruito da Astrium, è stato effettuato il 20 dicembre 2008 dal Centro spaziale guyanese con un razzo vettore Ariane 5.  
Nel dicembre del 2011 il satellite fu rinominato Eutelsat 48B, data la sua posizione sul quarantottesimo meridiano ad est, per poi essere rinominato Eutelsat 28B in seguito al suo spostamento su una longitudine di 28.5° avvenuto circa un anno dopo.
Il 10 maggio 2014 la gestione del satellite fu affidata al Governo afghano, secondo un accordo firmato nel febbraio dello stesso anno. Secondo il Governo, i 4 000 000 € pagati annualmente all'Eutelsat sarebbero stati recuperati con 15 000 000 €  annui derivati dai benefici dei servizi forniti dal satellite.